# Zhang Anda
Zhang Anda (Shaoguan, Guangdong, China, 25 december 1991) is een Chinees professioneel snookerspeler. In 2023 won hij zijn eerste ranking-titel, het International Championship.

Eerder dat jaar speelde hij al de finale van het English Open, maar verloor met 9-7 van Judd Trump nadat hij met 7-3 had voorgestaan.

## Belangrijkste resultaten

### Rankingtitels
| #  | Seizoen   | Toernooi                   | Verliezend finalist | Verliezend finalist | Score |
| -- | --------- | -------------------------- | ------------------- | ------------------- | ----- |
| 1. | 2023/2024 | International Championship | Tom Ford            | ENG                 | 10-6  |

### Wereldkampioenschap
Hoofdtoernooi (laatste 32 of beter):
| #  | Seizoen     | Editie  | Prestatie  | Extra                               |
| -- | ----------- | ------- | ---------- | ----------------------------------- |
| 1. | 2009 / 2010 | WK 2010 | Laatste 32 | Verloor met 10-9 van Stephen Hendry |
| 2. | 2014 / 2015 | WK 2015 | Laatste 32 | Verloor met 10-4 van Joe Perry      |
| 3. | 2015 / 2016 | WK 2016 | Laatste 32 | Verloor met 10-5 van Barry Hawkins  |
| 4. | 2023 / 2024 | WK 2024 | Laatste 32 | Verloor met 10-4 van Jak Jones      |
| 5. | 2024 / 2025 | WK 2025 | Laatste 32 | Verloor met 10-7 van Pang Junxu     |